# Heterochone tenera
Heterochone tenera är en svampdjursart som först beskrevs av Schulze 1899.  Heterochone tenera ingår i släktet Heterochone och familjen Aphrocallistidae. Inga underarter finns listade i Catalogue of Life.